# Phosichthys argenteus
Phosichthys argenteus ist ein Tiefseefisch aus der Ordnung Maulstachler (Stomiiformes), der im südlichen Atlantik, im südlichen Indischen Ozean und im südwestlichen Pazifik in Tiefen von 300 bis 1050 Metern vorkommt.

## Merkmale
Wie die meisten Maulstachler hat Phosichthys argenteus einen sehr langgestreckten Körper. Die Art ist relativ großwüchsig und erreicht eine Gesamtlänge von 30 Zentimeter. Eine Fettflosse ist vorhanden. Sie befindet sich oberhalb der Afterflosse. Der Ansatz der Afterflosse liegt deutlich hinter dem Ende der Rückenflosse. Die Bauchflossen befinden sich etwas vor dem Ansatz der Rückenflosse. Das Maul ist sehr groß. Auf der Prämaxillare stehen die Zähne nicht in Reihen geordnet. Der Gaumen (Gaumenbein, Pflugscharbein, Flügelbein) ist bezahnt. Die Zunge kann mit Zähnen versehen sein oder auch nicht. Leuchtorgane sind vorhanden. Sie befinden sich im unteren Bereich des Rumpfes, je 2 in der Nähe der Augen, 3 am Kiemendeckel und 2 auf dem Unterkiefer.
- Flossenformel: Dorsale 12–13, Anale 23–26, Pectorale 9, Ventrale 6–7.
- Wirbel: ca. 51.

## Systematik
Phosichthys argenteus wurde 1872 durch den britischen Zoologen Frederick Wollaston Hutton erstmals wissenschaftlich beschrieben. Dabei wurde auch die Gattung Phosichthys eingeführt, die seitdem monotypisch geblieben ist. Bis 2024 wurde die Art in die Familie Phosichthyidae („Leuchtfische“) gestellt, die sich aber als Paraphylum herausstellte. Seitdem gehört Phosichthys argenteus zur Familie Stomiidae. Nach Smith et al. (2025) ist Phosichthys argenteus die Schwestergruppe der Gattung Vinciguerria, nach Gomes et al. (2024) hat die Art eine basale Stellung als Schwestergruppe aller anderen Gattungen der Familie Stomiidae.